# Klewki (Purda)
Klewki (deutsch Klaukendorf) ist ein Ort in der polnischen Woiwodschaft Ermland-Masuren. Er gehört zur Gmina Purda (Landgemeinde Groß Purden) im Powiat Olsztyński (Kreis Allenstein).

## Geographische Lage
Klewki liegt am Nordufer des Leynauer Sees (1938 bis 1945 Leinauer See, polnisch Jezioro Linowskie) im Westen der Woiwodschaft Ermland-Masuren, acht Kilometer südöstlich der Kreis- und Woiwodschaftshauptstadt Olsztyn (deutsch Allenstein).

## Geschichte

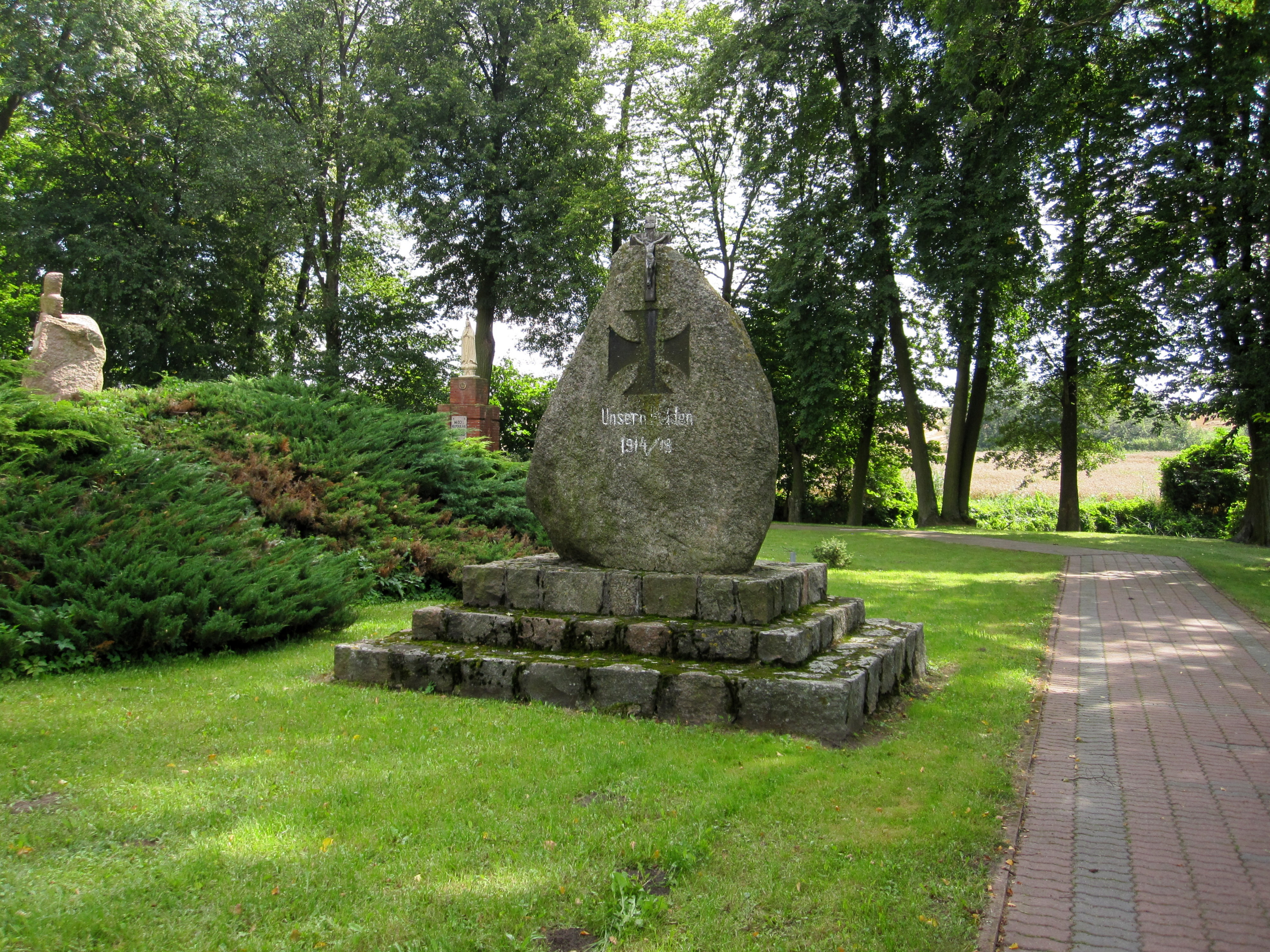
Denkmal 1. Weltkrieg in Klewki

### Ortsgeschichte
Klaukendorf, das spätere große Gutsdorf mit Kirche und Bahnstation, noch vor 1785 Claukengut genannt, erfuhr 1352 seine Gründung: Am 13. April 1352 wurde dem Klauko von Hohenberg Land nach Kulmer Recht verliehen. Im Jahre 1656 war Jakob Nenchen Besitzer des Gutes und 1772 Karl Weiss.
Im Jahre 1772 hatte das Dorf 121 Einwohner, 1820 – bei 15 Feuerstellen – 143 Einwohner. Am 7. Mai 1874 wurde Klaukendorf Amtsdorf und damit namensgebend für einen Amtsbezirk im Kreis Allenstein im Regierungsbezirk Königsberg (ab 1905 Regierungsbezirk Allenstein) in der preußischen Provinz Ostpreußen.
Im Jahre 1905 gehörten die Wohnplätze Ernestinenhöhe (polnisch Biedówko), der Bahnhof Klaukendorf und Karlberg (polnisch Wojtkowizna) zum Gutsbezirk Klaukendorf. Dieser zählte im Jahre 1910 insgesamt 315 Einwohner, 1933 waren es noch 239 und 1939 nur noch 215.
In Kriegsfolge musste 1945 das gesamte südliche Ostpreußen an Polen abgetreten werden. Klaukendorf erhielt die polnische Namensform „Klewki“ und ist heute eine Ortschaft im Verbund der Landgemeinde Purda (Groß Purden) im Powiat Olsztyński (Kreis Allenstein), von 1975 bis 1998 der Woiwodschaft Olsztyn, seither der Woiwodschaft Ermland-Masuren zugehörig.

### Amtsbezirk Klaukendorf (1874–1945)
Zu dem 1874 errichteten Amtsbezirk Klaukendorf gehörten anfangs fünf Orte, am Ende waren es noch vier:
| Deutscher Name           | Polnischer Name | Anmerkungen                       |
| ------------------------ | --------------- | --------------------------------- |
| Alt Allenstein           | Stary Olsztyn   | 1928 nach Schönwalde eingemeindet |
| Groß Trinkhaus           | Trękus          |                                   |
| Klaukendorf              | Klewki          |                                   |
| Leynau 1938–1945: Leinau | Linowo          |                                   |
| Schönwalde               | Szczęsne        |                                   |

## Kirche

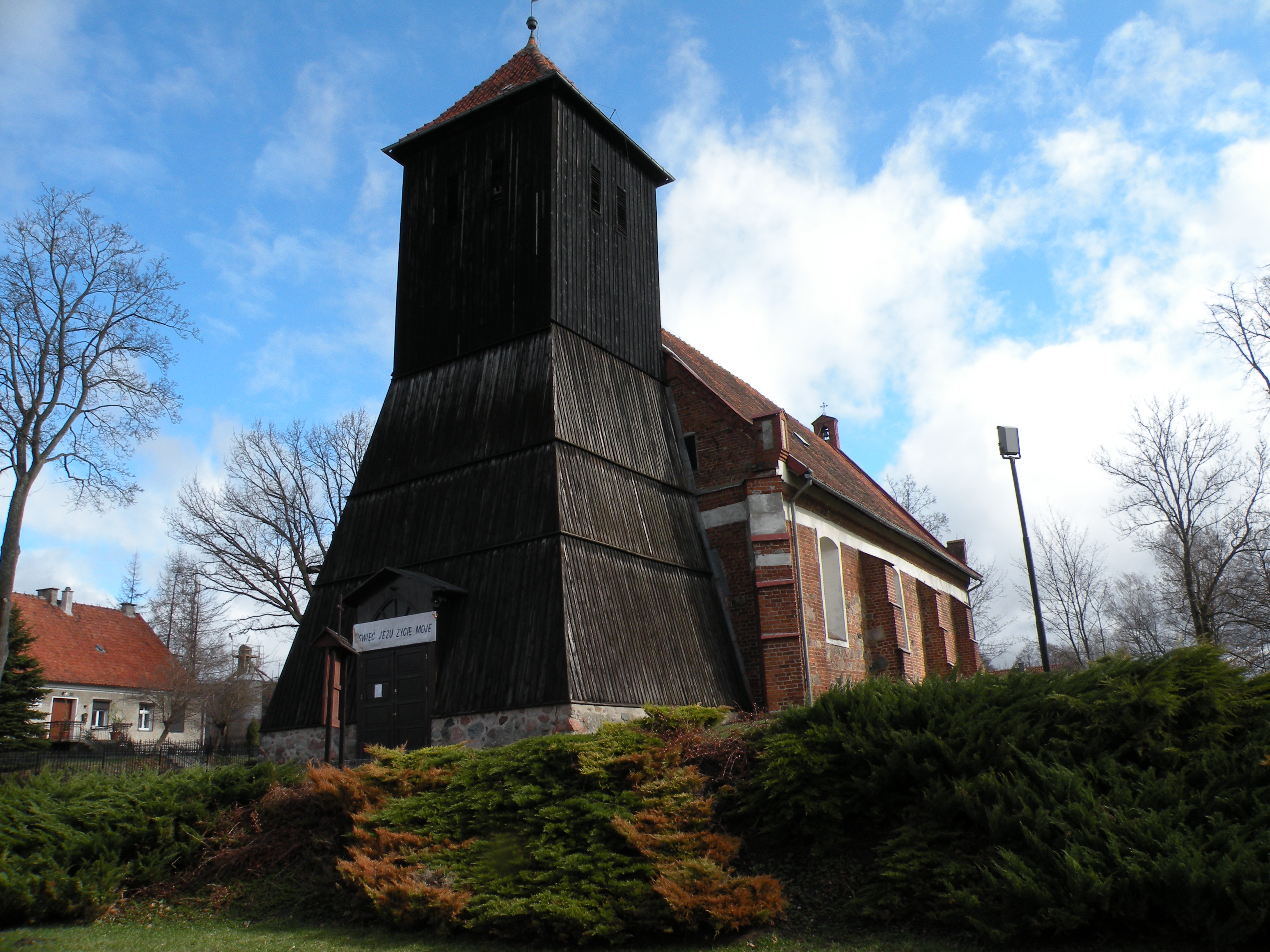
Die Kirche in Klewki

### Römisch-katholisch
Klaukendorf resp. Klewki ist ein altes Kirchdorf. Davon zeugt heute noch die altehrwürdige St.-Valentins-Kirche aus dem 14. Jahrhundert. Sie ist bis heute Pfarrkirche des weitläufigen Kirchspiels und gehört zum Dekanat Barczewo (Wartenburg) im Erzbistum Ermland.

### Evangelisch
Evangelischerseits gehörte Klaukendorf vor 1945 zur Kirche Allenstein in der Kirchenprovinz Ostpreußen der Kirche der Altpreußischen Union. Diese – jetzt nach Christus, dem Erlöser genannte – Kirche ist nun auch für Klewki das geistliche evangelische Zentrum und gehört zu der Diözese Masuren der Evangelisch-Augsburgischen Kirche in Polen.

## Verkehr

### Straße
Klewki liegt an der polnischen Landesstraße 53, der einstigen deutschen Reichsstraße 134, die von Olsztyn (Allenstein) über Szczytno (Ortelsburg) bis nach Ostrołęka in der Woiwodschaft Masowien führt. Vom Nachbarort Klebark Wielki (Groß Kleberg) kommend endet eine Nebenstraße in Klewki.

### Schiene
Seit 1883 ist Klewki resp.Klaukendorf Bahnstation und liegt an der PKP-Linie 219: Olsztyn–Ełk (deutsch Allenstein–Lyck). Im Rahmen von Modernisierungsmaßnahmen an der Bahnstrecke wurde der Haltepunkt von Klewki in den 2010er Jahren etwa zwei Kilometer zurückversetzt, so dass er heute näher am Ortszentrum – direkt am Bahnübergang der DK 53 – liegt.

## Persönlichkeiten

### Aus dem Ort gebürtig
- Leo von Reischach (* 22. September 1804 in Klaukendorf), württembergischer Oberamtmann und Politiker († 1875)